# 키티 제노비스 사건

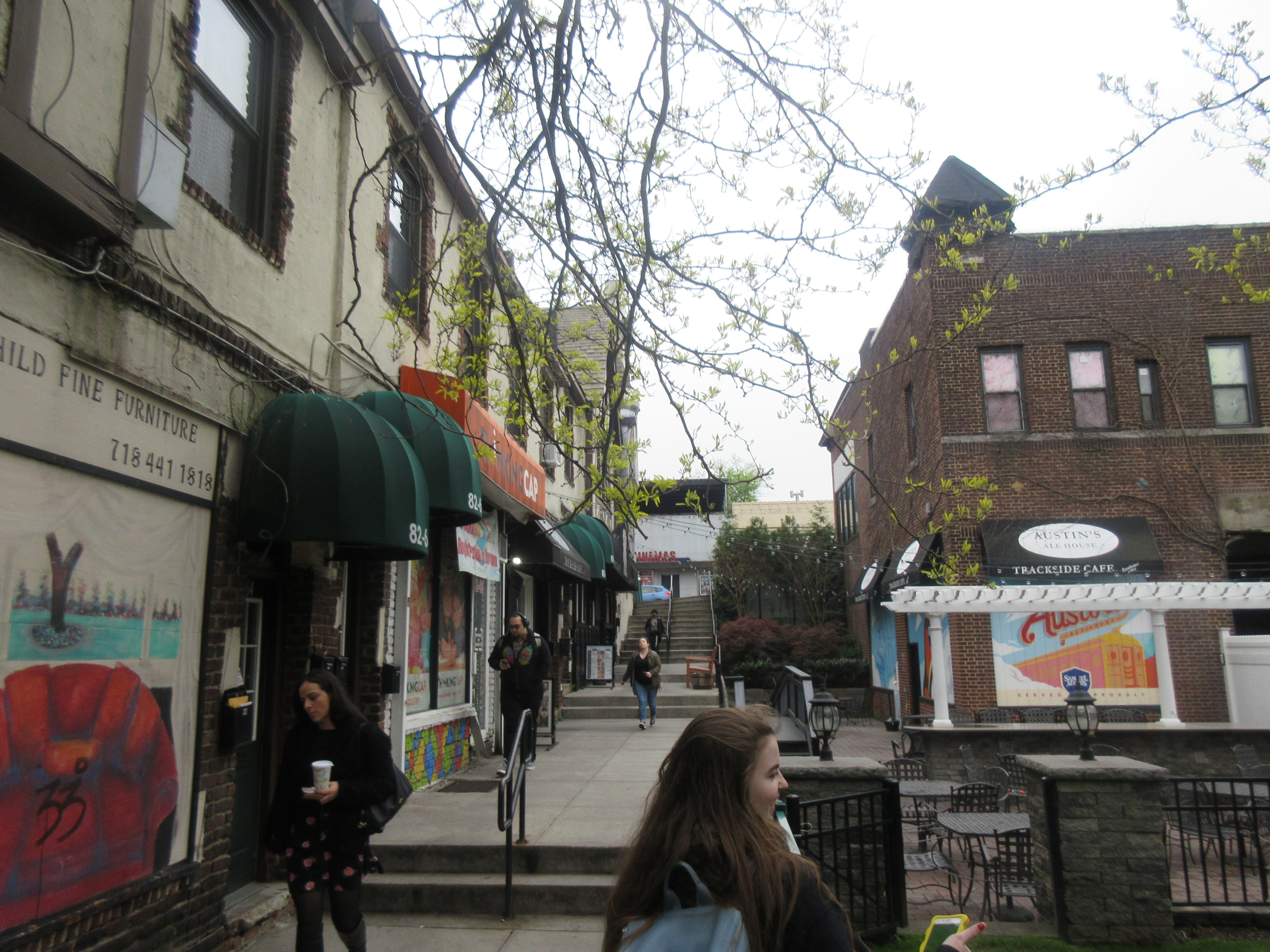
키티 제노비스가 살해된 골목길의 2019년 모습

키티 제노비스 사건(Murder of Kitty Genovese)은 1964년 3월 13일 뉴욕주 퀸스에서 캐서린(키티) 제노비스라는 여성이 강도에게 강간살해당한 사건으로, 방관자 효과의 대표적인 사례 중 하나이다. 또한 이 사건을 모티브로 대한민국의 밴드 넬의 6집 앨범 Newton's Apple에서 Dear Genovese라는 곡으로 작곡되었고 많은 매체에서도 배경으로 사용되었다.

## 사건의 전개
1964년 3월 13일 금요일, 뉴욕주 퀸스 지역에서 키티라고 불리던 캐서린 제노비스라는 28살의 여성이 지배인으로 일하던 술집에서 야간당번을 마치고 귀가하던 새벽 3시쯤 한 수상한 남성에 의해 자상을 입는다. 제노비스는 비명을 질렀고 아파트에 살던 동네 사람들은 불을 켜고 사건을 지켜보았다. 제노비스를 살해한 범인인 모즐리는 후에 법정 진술에서 집집마다 불이 켜졌지만 사람들이 사건 장소로 내려올 것 같다는 느낌은 들지 않았다고 했다. 갑자기 불을 켜고 지켜보던 사람 중 한 명이 사건 장소로 오지 않는 대신 "그 여자를 내버려 두시오."라고 소리를 질렀다. 그러자 모즐리는 바로 도망을 쳤고, 제노비스는 난자당한 몸을 이끌고 어느 가게 앞으로 드러누웠다.
그러자 모즐리는 다시 나타나 제노비스의 온몸을 난자했다. 제노비스는 계속 소리를 질렀고, 또다시 아파트 불이 켜지자, 모즐리는 또 도망을 갔다. 제노비스는 힘겹게 자신의 집이 있는 아파트 건물 복도로 걸어갔다. 하지만 몇 분 후에 모즐리가 다시 나타나 제노비스를 강간했다.
이 살인사건은 새벽 3시 15분에서 50분까지 약 35분 동안 일어났다. 집에 불을 켜고 제노비스가 살해당하는 장면을 목격한 사람은 총 38명이었고, 그들은 직접 사건 현장으로 내려가 제노비스를 구출하지 않았다. 사건이 끝나고 한 명이 경찰에 신고했으나, 그녀는 이미 숨져 있었다.
키티 제노비스의 남동생이 추적 조사한 결과 뉴욕타임즈 기자의 오보였고, 사건을 목격한 사람은 6명, 그 중 2명은 신고를 하였다고 한다. 2016년 뉴욕타임즈가 오보를 인정하는 기사를 냈다.

## 사건의 여파
처음에 이 사건은 뉴욕 타임스지에 달랑 네 줄짜리 기사로 실렸다. 그러나 나중에 뉴욕 주의 섹션 담당 편집자 로젠탈이 그 사건을 목격하고도 도와주지 않은 38명의 방관자들이 있었다고 오판. 기사를 수정했다. (그러나 뉴욕 타임스의 보도는 사실과 매우 다르다.) 달리와 라테인은 이 사건에 흥미를 가지고 이에 관련한 심리 실험을 실행했다.

## 방관자 효과
방관자 효과 또는 제노비스 신드롬은 주위에 사람들이 많을수록 어려움에 처한 사람을 돕지 않게 되는 현상을 뜻하는 심리학 용어이다. 또 주위에서 어떤 일이 일어났을 경우, 곁에서 지켜보기만 할 뿐 아무런 도움도 주지 않는 현상이다.

## 참고 문헌
1. ↑  로렌 슬레이터, <스키너의 심리상자 열기> 97p~98p
2. 1 2 3  로렌 슬레이터, <스키너의 심리상자 열기> 98p
3. 1 2  로렌 슬레이터, <스키너의 심리상자 열기> 99p
4. ↑  로렌 슬레이터, <스키너의 심리상자 열기>
5. ↑  McFadden, Robert D. (2016년 4월 4일). “Winston Moseley, Who Killed Kitty Genovese, Dies in Prison at 81”. 《뉴욕 타임스》.
6. ↑  Dunlap, David W. (2016년 4월 6일). “1964 How Many Witnessed the Murder of Kitty Genovese?”. 《뉴욕 타임스》.
7. ↑  로렌 슬레이터, <스키너의 심리상자 열기> 100p
8. ↑  한국 스켑틱 2015 vol. 2

## 같이 보기
- 버스44
- 스탠퍼드 감옥 실험